# Costa Teguise
 (février 2017).
Si vous disposez d'ouvrages ou d'articles de référence ou si vous connaissez des sites web de qualité traitant du thème abordé ici, merci de compléter l'article en donnant les références utiles à sa vérifiabilité et en les liant à la section « Notes et références ».
Costa Teguise est une station balnéaire de la côte est de l'île de Lanzarote dans l'archipel des îles Canaries. Elle fait partie de la commune de Teguise.

## Situation
Costa Teguise est située à environ 6 km au nord d'Arrecife, la capitale de l'île et à environ 14 km de l'aéroport de Lanzarote. La station comptait 7 151 résidents en 2010.

## Tourisme
Avec Puerto del Carmen et Playa Blanca, Costa Teguise fait partie du trio des stations touristiques les plus populaires de Lanzarote. De nombreux hôtels peuvent accueillir les touristes qui viennent en famille tout au long de l'année, la température ne descendant quasiment jamais sous les 20 °C. Toutefois, l'endroit est un peu plus venteux que les autres stations de l'île.
On dénombre beaucoup de restaurants, des commerces et des agences de location de voitures. Il n'y a pas vraiment de centre ville mais de longues promenades au bord de la plage ponctuées de cafés et d'agréables parcs et jardins.
Costa Teguise possède le seul parc aquatique ainsi que l'un des deux parcours de golf de Lanzarote.
La Résidence royale de La Mareta fut acquise par le roi Hussein de Jordanie et remodelée par César Manrique. Elle a été léguée par le roi de Jordanie à la famille royale espagnole.

## Plages
La ville possède de belles plages dont la chaleur est tempérée par une brise océanique tout au long de l'année.
Parmi les principales plages, on peut citer :
- La Playa de las Cucharas est la plus grande et la principale avec du sable blanc. Elle est bien connue pour la pratique du windsurf.
- La Playa de los Piscines est voisine de la Playa de las Cucharas mais ce n'est pas du sable blanc.
- La Playa del Jablillo est une plage plus petite mais plus paisible. Une digue forme presque une piscine naturelle pendant la marée basse,. Elle est également composée de sable blanc.
- La Playa Bastian est plus au sud de la ville et est un mélange de sable, de cendres volcaniques et de petites pierres connues sous le nom de picon.
- la pêche récréative du bord de mer ou en bateau nécessite en Espagne une licence payante.